# Universidade Autônoma de Barcelona
A Universidade Autónoma de Barcelona (em catalão Universitat Autònoma de Barcelona; UAB) é uma universidade pública catalã criada em 1968.
O seu nome remonta à Segunda República Espanhola, quando a Universidade de Barcelona (UB), em virtude da nova lei de Autonomia Universitária, trocou seu nome por Universidade Autónoma de Barcelona. Em 1968, quando aquela instituição de ensino, até então a única de nível superior da Catalunha, já havia recuperado o seu nome original, iniciou-se um processo de criação de novas universidades catalãs. Naquele ano, foi criada a nova Universidade Autónoma de Barcelona, em Cerdanyola del Vallès, na Grande Barcelona. O seu nome homenageava o espírito de liberdade e democracia que imperou até a Guerra Civil.
A maior parte dos centros docentes e serviços extracadêmicos da UAB estão no Campus de Bellaterra, situado em Cerdanyola. Há também centros docentes em Sabadell, Sant Cugat del Vallès, Manresa e na cidade de Barcelona. Dispõe de um complexo residencial de 812 apartamentos, a Vila Universitària, localizado no mesmo campus, com uma capacidade de alojamento para 2193 pessoas, facilmente alcançável por comboio e auto-estrada, encontra-se a apenas 25 minutos do centro de Barcelona. Vila Universitaria de la Universidad Autónoma de Barcelona
A UAB é membro da rede de universidades Instituto Joan Lluís Vives, disponibilizando um conjunto de 77 licenciaturas, 328 programas de pós-graduação e mestrado e 90 doutoramentos.

## História

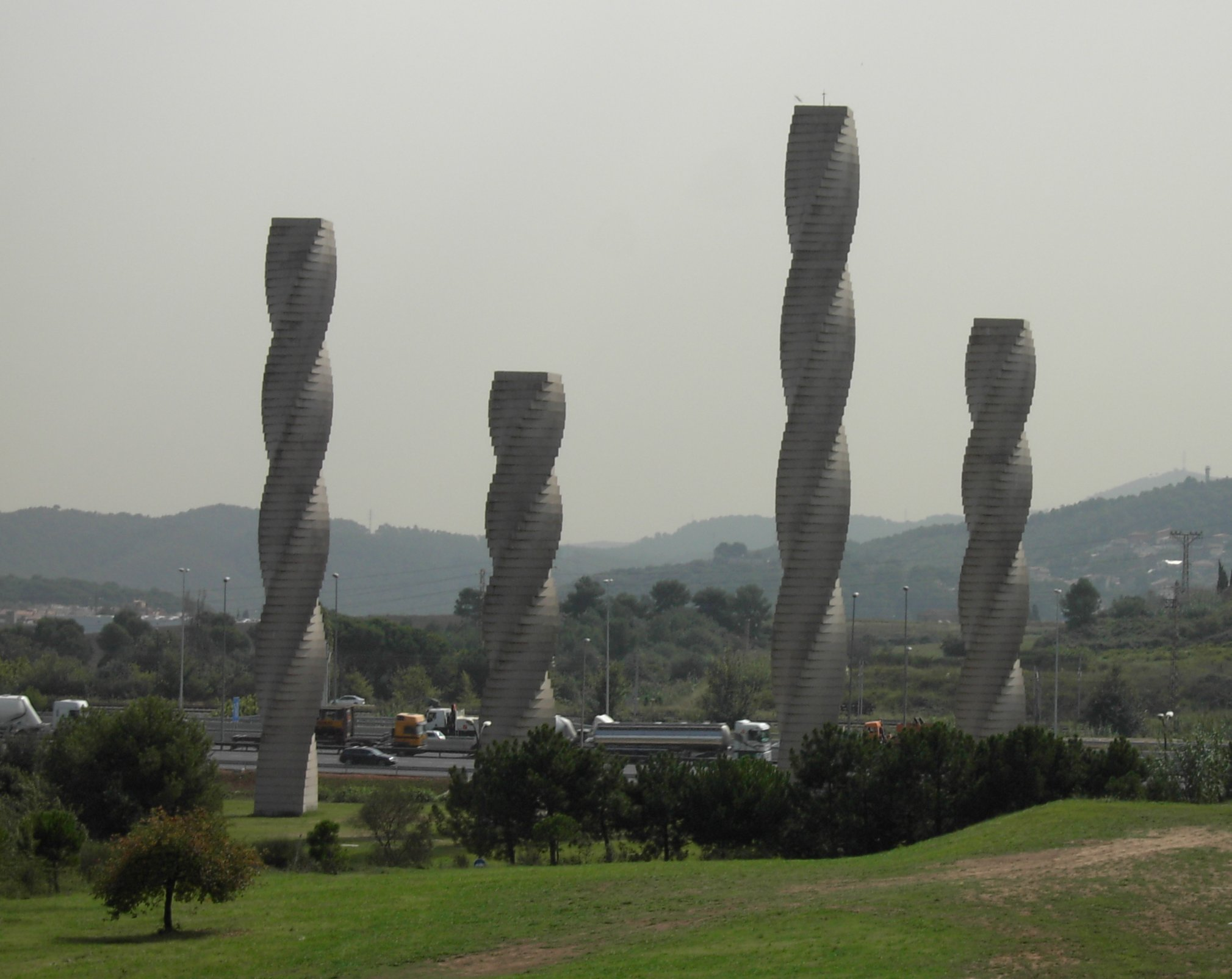
Colunas monumento da Universidade Autónoma de Barcelona.

A Universidade Autónoma de Barcelona foi criada oficialmente por um decreto legislativo em 6 de junho de 1968. Durante a Segunda República Espanhola, começaram os planos para a construção de uma segunda universidade em Barcelona, mas devido a Guerra Civil Espanhola e os anos de pobreza que se seguiram sob o regime do ditador Francisco Franco não foi possível que esses planos se tornassem realidade.
No dia 27 de julho, foi adicionado ao decreto de 6 de junho um dispositivo para começar a criação da Faculdade de Letras, a Faculdade de Medicina, a Faculdade de Ciências, e a Faculdade de Ciências Economicas. Aproximadamente 10 semanas depois, no dia 8 de outubro foi inaugurada a Faculdade de Letras no mosteiro de Sant Cugat del Vallès. Durante o mesmo mês, a Faculdade de Medicina começou a funcionar no Hospital de Sant Pau em Barcelona.
Em 1969, um acordo foi assinado para a aquisição de terrenos onde atualmente encontra-se o campus da universidade. Durante este ano, a Faculdade de Ciências e de Ciências Economicas abriram as suas portas. Os três anos que se seguiram, várias faculdades e escolas profissionalizantes foram criadas.
Com o fim da ditadura de Franco em 1976, a Universidade introduziu um plano para criar um modelo de democracia, independente, com o documento Bellaterra Manifesto, que inclui uma declaração de princípios.
Durante o período entre 1985 e 1992 a Universidade reformou várias faculdades e criou outras novas, como a facultade de Engenharia. Em 1993 a Vila Universitária foi inaugurada com um complexo de residências estudantis integrado no complexo do campus.